# Sainte-Croix-aux-Mines
Sainte-Croix-aux-Mines es una localidad y comuna francesa, situada en el departamento de Alto Rin, en la región de Alsacia. 

## Demografía
| 2 399 | 2 261 | 2 332 | 2 010 | 1 932 | 2 035 |
| Para los censos de 1962 a 1999 la población legal corresponde a la población sin duplicidades (Fuente: INSEE [Consultar]) |       |       |       |       |       |